# Feed the Machine
Feed the Machine è il nono album in studio del gruppo rock canadese Nickelback, pubblicato il 16 giugno 2017.

## Tracce
1. Feed the Machine – 5:02 (Chad Kroeger, Ryan Peake, Mike Kroeger)
2. Coin for the Ferryman – 4:50 (C. Kroeger)
3. Song on Fire – 3:50 (C. Kroeger, Peake, Hayley Warner, Steph Jones, Ryan Spraker)
4. Must Be Nice – 3:42 (C. Kroeger)
5. After the Rain – 3:34 (C. Kroeger, Ali Tamposi)
6. For the River – 3:28 (C. Kroeger)
7. Home – 3:52 (C. Kroeger)
8. The Betrayal (Act III) – 4:20 (C. Kroeger, Peake, Daniel Adair)
9. Silent Majority – 3:52 (C. Kroeger, Peake)
10. Every Time We're Together – 3:52 (C. Kroeger, Joe Nichols)
11. The Betrayal (Act I) (instrumental) – 2:42 (Peake)

## Formazione

### Gruppo
- Chad Kroeger – voce, chitarra
- Ryan Peake – chitarra, tastiera, cori
- Mike Kroeger – basso
- Daniel Adair – batteria, cori

### Altri musicisti
- Nuno Bettencourt – chitarra in For the River